# Відновне правосуддя
Відновне правосуддя (англ. Restorative justice) — це процес, під час якого всі сторони — учасники конкретного правопорушення зустрічаються для колективного вирішення питання: що робити з наслідками правопорушення та їх впливом на майбутнє (визначення за Тоні Маршалом)
Відновне правосуддя зародилося у середині 70-х років XX сторіччя як рух за зміну поглядів на злочин та покарання. Підхід, що лежить в його основі, орієнтований на надання можливості сторонам конфлікту і суспільству в цілому самим впоратися з наслідками злочину.
Наразі відновне правосуддя розглядають як рух за справедливість, який доповнює офіційну форму правосуддя, залучає самі сторони та громадськість до владнання наслідків злочину, сприяючи таким чином соціальній реінтеграції правопорушника і зменшенню кількості кримінальних покарань.
Відновне правосуддя покликане не замінити офіційне правосуддя, а лише надати йому відновного характеру за рахунок використання певного способу вирішення кримінальних ситуацій. Зазвичай реалізація програм відновного правосуддя відбувається завдяки партнерству громадськості і системи правосуддя: визначається порядок подання та розгляду випадків, юридичне значення результатів проходження сторонами такої програми.

## Історія
Відновне правосуддя успішно розвивається протягом останніх 25 років на теренах США, Австралії та Нової Зеландії. Серед європейських країн воно законодавчо закріплено в Австрії, Бельгії, Великій Британії, Норвегії та Фінляндії. У Польщі та Чехії після закінчення експериментального періоду відновне правосуддя було прийнято та впроваджено на рівні національного законодавства.
З-поміж країн колишнього СРСР лідером у просуванні відновного правосуддя є Росія, де воно застосовується протягом кількох років в 6 регіонах країни. Нині в Україні робляться перші спроби розвитку і запровадження відновного правосуддя до правової системи.

## Форми відновного правосуддя
Існує кілька моделей (форм) відновного правосуддя. Найпоширеніші з них такі:
- програми примирення потерпілих і правопорушників (відомі також як «медіація», «посередництво», «конференції жертв і правопорушників»);
- кола правосуддя — програми, в основі яких лежать традиції північноамериканських індіанців; проводяться переважно в Канаді;
- сімейні конференції, батьківщина яких Нова Зеландія; вони базуються на традиціях корінного населення маорі і є чинними законодавчо.

Наразі програми відновного правосуддя успішно функціонують в різноманітних формах у таких регіонах як Європа, Північна Америка, Австралія, Нова Зеландія і Південна Африка. У більшості країн вони існують не лише як пілотні програми, але й закріплені на рівні національного законодавства.

## Принципи відновного правосуддя
медПрограми відновного правосуддя ґрунтуються на чотирьох основних принципах.
- Перший принцип стосується завданої шкоди. Йдеться про те, що потерпілий та його потреби мають стати центральними в процесі правосуддя, оскільки шкоду завдано конкретній людині.

- Другий принцип передбачає, що правопорушник повинен прийняти відповідальність за свій вчинок, тобто брати до уваги потреби потерпілого — усвідомити свою провину й відшкодувати завдані збитки. Відповідальність витлумачується як «відповідь» порушника на власні дії, що спричинили шкоду іншому, тобто дії особи, що мають на меті виправити наслідки протиправної поведінки.

- Третій принцип — самовизначення сторін. Він ґрунтується на припущенні про прагнення людей домовитися і передбачає делегування сторонам права на самостійне ухвалення рішення.

- Четвертим принципом відновного правосуддя є залучення до процесу найближчого соціального оточення та представників місцевої громади. Це сприяє зціленню потерпілого та допомагає правопорушникові виправити скоєне, змінити свою поведінку.

## Моделі відновного правосуддя
Відповідно до національного законодавства різних країн, існують дві основні моделі відновного правосуддя. Саме вони визначають на якому етапі кримінального судочинства використовуються програми відновного правосуддя — медіація між потерпілими та правопорушниками, конференції та кола примирення.
На основі «Основних принципів використання відновного правосуддя у кримінальних справах», прийнятих ООН, програми відновного правосуддя можуть використовуватися на будь-якому етапі кримінального судочинства відповідно до національного законодавства. Втім, законодавства різних країн мають свої відмінності, а тому відновне правосуддя може використовуватися як альтернатива, або ж як істотний компонент кримінального судочинства. Це обумовлюється різницею у законодавстві, системі кримінального судочинства, зокрема, різницею між англосаксонською системою та континентальною системою, повноваженнями поліції, прокурорів, суддів та загальним рівнем впровадження відновного правосуддя у певній країні. Хоча чимало програм можна впроваджувати на будь-якій стадії судочинства, є деякі програми, впровадження яких передбачає дискреційне повноваження поліції чи прокурорів або ж відбувається після винесення вироку.

### Альтернатива кримінальному судочинству
Програма відновного правосуддя як альтернатива кримінальному судочинству («альтернативна модель») застосовується, коли поліція, прокурор чи суддя передають справу на примирення ще на досудовому етапі, або коли суддя передає справу до початку судового розгляду. Але ж альтернативною вона є завдяки тому, що у цієї моделі насправді учасникам кримінальної ситуації та громаді надані повноваження для реального ухвалення рішення у своїй справі! Тобто на програму відновного правосуддя покладено завдання організувати відновний процес, спрямований на досягнення відновного результату. Офіційна система правосуддя продовжить вирішувати справу лише у тому випадку коли відновний процес не спрацює.
Серед країн, що впроваджують практику відновного правосуддя, найбільш комплексну та «справжню» альтернативну модель було розроблено у Новій Зеландії. Саме там цю модель використовують для всіх кримінальних справ за участі неповнолітніх, за винятком справ вбивства. У листопаді 1989 року у Новій Зеландії було прийнято закон «Про дітей, молодих осіб та їхні сім'ї», який власне у запровадив практику сімейних конференцій у систему кримінальної юстиції цієї країни. У цьому законі наголошується на тому, що судовий розгляд справ як цивільних, так і кримінальних — це вже останній засіб вирішення питання. Закон спонукає до ухвалення рішень у рамках громади, зауважуючи при цьому, що основна відповідальність за своїх дітей та молодих осіб лежить на сім'ї. Відповідно до цього закону жоден суд не має права ухвалювати рішення у справі без проведення сімейної конференції.
Приблизно 80-85 % справ вирішуються шляхом винесення поліцією офіційного попередження або неофіційного застереження, яке передбачає виконання громадських робіт або відшкодування шкоди. Більшість справ вирішуються шляхом проведення сімейних конференцій. Справи передаються до суду лише у тих випадках, коли не вдається досягти угоди, або коли після вчинення злочину передбачається взяття під варту.
Чисто альтернативної моделі відновного правосуддя у тому вигляді, як її використовують у Новій Зеландії у Європі не існує. Водночас, в таких європейських країнах як Фінляндія та Норвегія поліція може направляти справи до служби медіації. У Бельгії в період з 1996 по 1998 роки у восьми фламандських містах та містечках та двох районах Брюссельського регіону було започатковано проект з медіації за тісної співпраці з поліцейськими дільницями. Спільна ознака цих програм полягає в тому, що вони здебільшого передбачають роботу з випадками нетяжких майнових злочинів та насильницьких злочинів з чітко визначеною матеріальною шкодою. Медіація відбувається невдовзі після скоєння злочину, коли справа ще знаходиться в поліції, та до передачі матеріалів справи у прокуратуру. В більшості таких випадків медіатор діє як службовець місцевої влади або деколи є частиною поліцейської дільниці.
У більшості європейських країн, де існує дискреційне провадження, прокурори є основним джерелом передачі справ на медіацію. У Англії та Уельсі у 2003 році було прийнято закон «Про кримінальну юстицію», який наділив Королівську службу прокуратури, а не поліцію, повноваженням нести відповідальність за визначення обвинувачення. Також, згідно з цим законом, прокурор як сторона обвинувачення у разі, якщо злочин було вчинено вперше, може розглянути можливість застосування альтернативи переслідуванню у вигляді винесення умовного попередження у справах повнолітніх правопорушників.
У Німеччині кримінальне законодавство дозволяє прокуророві припинити розгляд справи у випадках незначних злочинів та застосувати певні заходи, зокрема виплату компенсації або виконання робіт на користь громади.
В юрисдикціях, де прокурори не наділені повноваженням закривати кримінальну справу, це можуть зробити судді. В Італії, наприклад, суддя може сприяти проведенню медіації між неповнолітнім правопорушником та потерпілим і у випадку її успішного завершення, може видати наказ, яким призначається пробація і відкладається судовий розгляд.

### Додаток до кримінального судочинства
У багатьох країнах відновне правосуддя функціонує як істотний додаток до офіційної системи кримінального судочинства, а не як альтернатива покаранню. Програми відновного правосуддя проводяться паралельно з кримінальним переслідуванням, під час призначення покарання або після призначення покарання.
Паралельно з кримінальним переслідуванням
У деяких країнах програми відновного правосуддя розвивалися паралельно з процесом кримінального переслідування. Прикладом такої моделі є бельгійська програма «Медіація для відшкодування шкоди» (Mediation Redress), яку було започатковано у Льовені, а потім впроваджено на національному рівні. Сам процес медіації відбувається окремо від судової системи, однак за тісної співпраці зі службою державного прокурора. Програма спрямована на розгляд справ за участі дорослих правопорушників та справ певного ступеню серйозності. До розгляду беруться лише справи, по яким прокурор уже ухвалив рішення розпочати переслідування. Коли в процесі медіації укладається письмова угода, то її текст додається до матеріалів справи, і таким чином може вплинути на подальший процес винесення вироку державним прокурором або суддею. Одна з цілей медіації для відшкодування шкоди полягає в тому, щоб оцінити вплив медіації на процес ухвалення рішень судовою системою та з'ясувати, в якій мірі система кримінального правосуддя сприймає репарацію як одне із своїх основних завдань.
Під час призначення покарання
На відміну від країн з континентальною системою права, у англо-саксонській системі засудження та винесення вироку являють собою дві окремі стадії кримінального судочинства. Після засудження (визнання особи винною) у багатьох випадках суд оголошує перерву приблизно на три тижні. Це робиться для того, щоб надати можливість службі пробації підготувати свій звіт і саме в цей період може здійснюватися спроба використати медіацію, інформація про результати якої також додається в звіті до суду.
У Англії та Уельсі суд може відкласти винесення вироку максимум на шість місяців задля того, аби з'ясувати чи правопорушник відшкодовує, або принаймні почав відшкодовувати заподіяну шкоду. Вирок не виносять до кінця періоду відстрочки, в очікуванні на те, що вирок не передбачатиме ув'язнення підсудного.
Після призначення покарання
У деяких країнах світу таких як Бельгія, Велика Британія, Нідерланди та США уже почали запроваджувати відновне правосуддя у тюрмах.
Даніель Ван Несс наводить кілька причин для впровадження відновних процесів у тюрмах. По-перше, за допомогою процесу медіації ув'язнені починають розуміти та співчувати жертві. Це може відбуватися шляхом проведення зустрічей груп ув'язнених з сурогатним жертвами (тобто, жертвами злочинів, скоєних іншими правопорушниками). В рамках інших програм, правопорушники отримують можливість зустрітися з жертвами їхніх власних злочинів, з родичами, що відмовилися від них, та з громадами, що налаштовані до них по-ворожому. У штаті Техас на прохання жертв було підготовлено програму, яка сприяє проведенню зустрічей між жертвами злочинів, або тим кому вдалося вижити після скоєння злочинів, з їхніми кривдниками. Більшість з тамтешніх правопорушників отримали вирок, що передбачає велику кількість років ув'язнення. Деякі очікують на смертну кару. Програма не впливає на тривалість ув'язнення злочинців. Тим не менше, думка жертв надзвичайно важлива при проведенні слухань щодо можливості дострокового звільнення ув'язненого або можливість умовного ув'язнення засудженого, і деякі з жертв після того, як зустрілися зі своїми кривдниками, вирішили не оскаржувати рішення про дострокове або умовне дострокове звільнення засуджених.
Бельгія має значний досвід з використання відновного правосуддя в тюрмах . На сьогодні, у кожній фламандській тюрмі працює радник з питань відновного правосуддя, який регулярно проводить зустрічі із засудженими для того, щоб обговорити питання, що стосуються скоєного ними злочину, його наслідків та почуття жертви. Радники з питань відновного правосуддя допомагають уже в ув'язненні впроваджувати програми відновного правосуддя для потерпілих та злочинців, а також вирішувати конфлікти, що виникають між засудженими. З огляду на той факт, що впроваджувані в тюрмах програми відновного правосуддя зазвичай стосуються дуже тяжких злочинів, таких як розбій або вбивство, впровадження програм відновного правосуддя у тюрмах вимагає ретельної та тривалої підготовки сторін для процесу медіації, а також високого рівня психологічної підтримки.

## Переваги ВП для суспільства і держави
Що дає суспільству і державі запровадження відновного правосуддя? Його переваги полягають в тому, що ВП:
- дозволяє вирішувати конфлікти шляхом активного залучення сторін конфлікту;
- сприяє задоволенню обох сторін конфлікту;
- трансформує боротьбу між людьми у спільну діяльність з розв'язання конфлікту несуперницьким шляхом;
- зміцнює традиції миротворчості та співчуття;
- сприяє вихованню суспільства і вкоріненню в ньому гуманістичних цінностей;
- забезпечує якнайшвидше відшкодування моральної і матеріальної шкоди, завданої конфліктною ситуацією;
- частково звільняє правоохоронні і судові органи від перевантаження справами і дає можливість зосередитися на серйозніших справах;
- заощаджує державний бюджет і час професіоналів кримінальної юстиції.

## Впровадження програм відновного правосуддя до правової системи України
Для України, як і для більшості країн світу, проблема зростання рівня злочинності та відновлення почуття безпеки у громадян є вже не просто актуальною, а й нагальною. Від того, чи почуватимуться люди захищеними у своїх громадах, залежить їхній добробут, здоров'я, віра в майбутнє та справедливість.
Оскільки сучасні каральні способи подолання злочинності не давали бажаних результатів, виникла необхідність переглянути способи реагування суспільства на правопорушення. Акцент був зміщений на потреби конкретних людей — потерпілих, правопорушників, членів громади. При цьому метою правосуддя стало не покарання, а відновлення, зцілення, примирення всіх сторін конфлікту, усунення завданої шкоди та досягнення злагоди в суспільстві. У цьому і полягає зміст відновного правосуддя.
Впровадження програм відновного правосуддя до правової системи України було розпочато Українським Центром Порозуміння (УЦП) за підтримки Інституту Сталих Спільнот (Institute for Sustainable Communities) та Посольства Великої Британії в Україні протягом 2003—2004 років, який полягав у впровадженні пілотної моделі програм відновного правосуддя в м. Києві для подальшої її оцінки та інституціоналізації. Успішний висновок міжнародних експертів щодо розробленої моделі та підтримка Верховного Суду України надихнули команду УЦП на продовження діяльності в напрямку впровадження відновного правосуддя в Україні. Дослідження результатів впровадження відновного правосуддя в Україні протягом 2004–2011 років [Архівовано 24 листопада 2021 у Wayback Machine.] охопило 8 з 14 пілотних регіонів і підтвердило високу ефективність розробленої моделі в контексті профілактики повторних правопорушень, задоволення потреб потерпілих і виконання умов угоди між потерпілим і правопорушником про виправлення завданої шкоди. З 2013 року команда БО "Український Центр Порозуміння" змінила назву на ГО "Інститут миру і порозуміння" [Архівовано 24 листопада 2021 у Wayback Machine.] (ІМіП) і продовжила роботу в напрямку впровадження відновного правосуддя в Україні за підтримкою міжнародних організацій (серед яких Фонд Демократії ООН / UNDEF [Архівовано 23 листопада 2021 у Wayback Machine.] та Представництво Європейського Союзу в Україні)